# James Cromwell
James Oliver Cromwell (Los Ángeles, California; 27 de enero de 1940) es un actor estadounidense, reconocido también por ser un defensor de los animales. Luego de haber participado en la película Babe y darse cuenta de cómo se trataba a los animales en las granjas se hizo vegano. En el año 2013 ganó un premio Emmy gracias a su papel como el Dr. Arden en la serie televisiva American Horror Story: Asylum.

## Biografía
De ascendencia inglesa, nació en Los Ángeles (California) el 27 de enero de 1940 y muy pronto fue llevado a Manhattan (Nueva York), donde pasó parte de su infancia.
Es hijo adoptivo del actor y director John Cromwell y de la actriz Kay Johnson, recibió parte de su educación en el Middlebury College y en el Carnegie Institute of Technology. Finalmente, al llegar a la Carnegie Mellon University, decidió seguir los pasos de sus padres y optó por estudiar interpretación.
No tardaron en llegarle sus primeros papeles en el teatro, donde interpretó (al igual que sus padres) todas las obras de Shakespeare. Y además probó suerte con diversos montajes de corte un tanto experimental.
Como nota curiosa, en sus inicios tuvo muchos problemas para conseguir trabajos, debido a su estatura, dos metros y un centímetro. De hecho, ha sido el actor nominado a los Oscars más alto en la historia de la Academia.
En el año 1974 dio el salto a la televisión apareciendo regularmente en All in the Family, donde interpretaba el papel de Stretch Cunningham, el eterno compinche de Archie Bunker en la serie.
Protagonista poco después de la serie, también para TV Hot L Baltimore, donde encarnaba a Bill Lewis, y no sería hasta el año 1976 cuando participaría en su primera película como actor profesional, Un cadáver a los postres, una comedia dirigida por Robert Moore, en la que un excéntrico millonario convidaba a los mejores detectives del mundo para que resolviesen un crimen que aún estaba por cometerse. También estuvo en la familia Ingalls, en el capítulo donde se casa Laura interpretando un "pretendiente" de la maestra de la escuela del pueblo.
Durante los siguientes años, alternó su carrera entre el cine y la televisión. Series para TV como The Nancy Walker Show, Born to the Wind o Once an Eagle le vieron pasar por ellas y también podemos encontrarle en películas como Descalzos por el parque o The Man with Two Brains, casi siempre en pequeñas apariciones donde pasaba desapercibido.
Así llegamos a La venganza de los novatos (1984) donde Anthony Edwards (de la serie de televisión Urgencias) protagoniza con Robert Carradine esta satírica representación de la vida universitaria y donde cómo no, no podía ser de otra manera, James Cromwell interpretó otro papel secundario. 
Desde el año 1984 se abre un periodo de tiempo, donde encarnó papeles en diversas producciones, una vez más, moviéndose entre la TV y el cine. Entre las películas, tenemos todas las continuaciones de La venganza de los novatos y también otras como Exploradores, en donde James interpretó el papel del Sr. Muller y con River Phoenix. 
Llegamos a lo que se puede considerar como el lanzamiento a la fama de James Cromwell:
Primero fue Babe, una película modesta que le valió una nominación al Óscar al mejor actor de reparto, donde interpretaba a un simpático granjero empeñado en que su cerdo participase en el más importante certamen de perros ovejeros del Reino Unido.
Y en segundo lugar, Star Trek VIII: primer contacto, en el papel del Dr. Zefram Cochrane, quizás uno de sus mejores papeles. Además, como curiosidad, decir que el Dr. Zefram ha sido el único personaje de la saga que ha usado las palabras Star Trek en una de sus frases.
Parece que James se vuelve más metódico y empieza a elegir sus papeles más cuidadosamente. The People vs. Larry Flynt es quizás el mejor ejemplo de ello. Pero es en el año 1997 donde se muestra su, para algunos, mejor actuación hasta el momento, en el papel del capitán Dudley Smith en la que se puede considerar una de las mejores películas de los años noventa: L. A. Confidential.
Desde ese momento, empiezan a lloverle papeles para películas taquilleras que James acepta sin dudarlo:
En Deep Impact, donde es el recién dimitido asesor del presidente (Morgan Freeman) al que entrevista Jenny (Téa Leoni) junto a su barco mientras este lo intenta cargar con las suficientes provisiones para escapar del meteorito.
En RKO 281 donde aparece como William Randolph en la historia donde Orson Welles (Liev Schreiber) lucha por sacar adelante su proyecto Ciudadano Kane.
En The Green Mile Cromwell apareció como el máximo responsable del corredor de la muerte, cuya mujer (Patricia Clarkson) estaba entre la vida y la muerte. Finalmente ella se salva debido a la intervención divina de Coffey (Michael Clarke Duncan).
En La hija del general él interpretó al padre encubridor de la violación de su propia hija, Elisabeth Campbell (Leslie Stefanson), a manos de otros soldados durante unas maniobras de combate.
En Space Cowboys interpretó al director de la NASA Bob Gerson, enemistado hasta la médula con el personaje que interpreta Clint Eastwood.
En Pánico nuclear Cromwell apareció como el presidente de los Estados Unidos, Robert Fowler. Esta fue la tercera vez que interpretó el papel de presidente de Estados Unidos.
En Yo, robot apareció como el doctor Alfred Lanning, creador de la robótica y de sus tres leyes, asesinado por el robot Sonny a petición suya en un intento de alertar al detective Del Spooner (Will Smith) sobre el complot en torno a USR.
En The Queen interpretó a Felipe de Edimburgo, consorte de la reina Isabel II de Inglaterra (Helen Mirren). El argumento gira en torno a la muerte de Diana de Gales y su repercusión sobre la familia real británica.
Todos ellos, ejemplos de sus trabajos más relevantes. También son destacables sus últimas participaciones en películas como Spider-Man 3, La joven Jane Austen, W. o The Artist.
Formado también como director en el Carnegie Tech, Cromwell ha dirigido en teatros permanentes de todo el país y fue el fundador y el director artístico de su propia compañía, Stage West, en Springfield (Massachusetts). 
También formó parte del elenco de American Horror Story -Asylum- en su segunda temporada que se estrenó en Estados Unidos el 17 de octubre de 2012, junto a Jessica Lange, Joseph Fiennes, Lily Rabe, Adam Levine, Zachary Quinto, Evan Peters, Sarah Paulson entre otros.
En cuanto a su vida personal, estuvo casado con la también actriz Julie Cobb entre 1986 y 2006. Anteriormente tuvo una relación de una década con Anne Ulvestad, con la que tuvo tres hijos. Cree en la existencia de vida inteligente más allá de nuestro planeta. El 1 de enero de 2014, se casa con la actriz Anna Stuart en el domicilio de la estrella Charles Keating.
Como persona, Cromwell es un progresista convencido, que apoya muchísimas causas. Es vegano, tiene una lucha abierta contra la crueldad y el maltrato a los animales. Hecho este último, por el que fue arrestado en julio del 2003, junto a otros cuatro activistas del grupo PETA por intentar boicotear un restaurante de la cadena de comida rápida Wendy’s durante una manifestación a favor de los derechos de los animales en Virginia. Durante 5 horas permaneció detenido en la comisaría por negarse a confesar su identidad. Salió en libertad tras pagar $100 por la acción nocriminal y $263,50 de costo judicial.

## Filmografía
Cine
- Daddy Long Legs (1955)
- Un cadáver a los postres (1976)
- The Girl in the Empty Grave (1977)
- Deadly Game (1977)
- The Cheap Detective (1979)
- A Christmas Without Snow (1980)
- Descalzos por el parque (1981)
- Nobody's Perfekt (1981)
- The Rainmaker (1982)
- Born to the Wind (1982)
- The Man with Two Brains (1983)
- The House of God (1984)
- Tank (1984)
- Spraggue (1984)
- Revenge of the Nerds (1984)
- Oh, God! You Devil (1984)
- Explorers (1985)
- Dream West (1986)
- A Fine Mess (1986)
- Alison's Demise (1987)
- Revenge of the Nerds II: Nerds in Paradise (1987)
- China Beach (1988)
- The Rescue (1988)
- Mama's Boy (1988)
- The Runnin' Kind (1989)
- Christine Cromwell: Things That Go Bump in the Night (1989)
- Pink Cadillac (1989)
- Matlock: Nowhere to Turn (1990)
- Miracle Landing (1990)
- In a Child's Name (1991)
- The Babe (1992)
- Revenge of the Nerds III: The Next Generation (1992)
- Romeo Is Bleeding (1993)
- Revenge of the Nerds IV: Nerds in Love (1994)
- The Shaggy Dog (1994)
- Indictment: The McMartin Trial (1995)
- Babe (1995)
- Eraser (1996)
- The People vs. Larry Flynt (1996)
- Star Trek VIII: primer contacto (1996)
- Owd Bob (1997)
- L. A. Confidential (1997)
- The Education of Little Tree (1997)
- Species II (1998)
- Deep Impact (1998)
- Babe: Pig in the City (1998)
- La hija del general (1999)
- Mientras nieva sobre los cedros (1999)
- A Slight Case of Murder (1999)
- The Bachelor (1999)
- RKO 281 (1999)
- The Green Mile (1999)
- Fail Safe (2000)
- Space Cowboys (2000)
- Great Bear Rainforest (2001)
- Enterprise: Broken Bow (2001)
- Citizen Baines (2001)
- Twist of Fate (2002)
- A Death in the Family (2002)
- The Magnificent Ambersons (2002)
- Spirit: El corcel indomable (2002, voz)
- Pánico nuclear (2002)
- The Nazi (2002)
- RFK (2002)
- Blackball (2003)
- The Snow Walker (2003)
- Angels in America (2003)
- Salem's Lot (2004)
- Yo, robot  (2004)
- The Longest Yard (2005)
- The Queen (2006)
- La joven Jane Austen (2007)
- Spider-Man 3 (2007)
- W. (2008)
- Surrogates (2009)
- Secretariat (2010)
- The Artist (2011)
- Memorial Day (película) (2011)
- Soldiers of Fortune (2012)
- Cowgirls y Ángeles (2012)
- Big Hero 6 (2014)
- Jurassic World: El reino caído (2018)
- The Laundromat (2019)
- Prancer: A Christmas Tale (2022)

Televisión
| Año       | Título                           | Rol                           | Notas                                        |
| --------- | -------------------------------- | ----------------------------- | -------------------------------------------- |
| 1974      | The Rockford Files               | Terry                         | Episodio: "The Countess"                     |
| 1974      | All in the Family                | Stretch Cunningham            | 3 episodios                                  |
| 1974      | Maude                            | Alfie                         | Episodio: "Last Tango in Tuckahoe"           |
| 1975      | Hot l Baltimore                  | Bill Lewis                    | 13 episodios                                 |
| 1975      | Barbary Coast                    | Roy                           | Episodio: "The Ballad of Redwing Jail"       |
| 1976–1977 | The Nancy Walker Show            | Glen                          | 13 episodios                                 |
| 1977      | Police Story                     | Lutz                          | Episodio: "Ice Time"                         |
| 1977      | M*A*S*H                          | Capitán Leo Bardonaro         | Episodio: "Last Laugh"                       |
| 1977      | Three's Company                  | Detective Lannigan            | Episodio: "Chrissy's Night Out"              |
| 1977      | Barney Miller                    | Sgto. Wilkinson               | Episodio: "Group Home"                       |
| 1978      | Maude                            | Dr. Farrington                | Episodio: "The Obscene Phone Call"           |
| 1978      | Alice                            | Detective Ralph Hilton        | Episodio: "Who Ordered the Hot Turkey?"      |
| 1979      | Barney Miller                    | Neil Spencer                  | Episodio: "Strip Joint"                      |
| 1979      | Eight Is Enough                  | Coach Pollard                 | Episodio: "The Better Part of Valor"         |
| 1979      | Diff'rent Strokes                | Padre O'Brien                 | Episodio: "Arnold's Hero"                    |
| 1979      | The White Shadow                 | Mr. Hamilton                  | Episodio: "Mainstream"                       |
| 1980      | Flo                              | Leon                          | 2 episodios                                  |
| 1980      | The White Shadow                 | Art Cummings                  | Episodio: "The Death of Me Yet"              |
| 1980      | Little House on the Prairie      | Harve Miller                  | 2 episodios                                  |
| 1981      | Barney Miller                    | Jason Parrish                 | Episodio: "Liquidation"                      |
| 1982      | Nurse                            | Paul Moore                    | Episodio: "A Place to Die"                   |
| 1982      | Father Murphy                    | Farley Webster                | 2 episodios                                  |
| 1984      | Buffalo Bill                     | Staunton McMoller             | Episodio: "Jerry Lewis Week"                 |
| 1984      | Gimme a Break!                   | Russell Cosgrove              | Episodio: "Class of '84"                     |
| 1984–1985 | Dallas                           | Gerald Kane                   | 3 episodios                                  |
| 1985      | Night Court                      | Alan                          | Episodio: "Nuts About Hurry"                 |
| 1985      | Family Ties                      | John Hancock                  | Episodio: "Philadelphia Story"               |
| 1985      | Riptide                          | Joey Dietz                    | Episodio: "Girls Night Out"                  |
| 1985      | Hardcastle and McCormick         | Jake Fellows                  | Episodio: "Undercover McCormick"             |
| 1985      | El auto fantástico               | Curtis                        | Episodio: "Ten Wheel Trouble"                |
| 1985      | Wildside                         | Fake Buffalo Bill             | Episodio: "Buffalo Who?"                     |
| 1985      | Hill Street Blues                | Lowenhandler                  | Episodio: "Grin and Bear It"                 |
| 1985      | Hunter                           | Seymour Robbins               | Episodio: "Sniper"                           |
| 1985      | The Twilight Zone (1985)         | Obediah Payne                 | Episode: "A Message From Charity"            |
| 1985–1986 | Scarecrow and Mrs. King          | Gregory                       | 2 episodios                                  |
| 1986      | Cuentos asombrosos               | Francis                       | Episodio: "One for the Road"                 |
| 1986      | Magnum, P.I.                     | Policía francés               | Episodio: "Photo Play"                       |
| 1986–1987 | Easy Street                      | Quentin Standard              | 22 episodios                                 |
| 1988      | China Beach                      | Embajador                     | Episodio: "Pilot"                            |
| 1988      | Mr. Belvedere                    | Roy Gallagher                 | Episodio: "Fat Cats"                         |
| 1988      | Mama's Boy                       | Lucky                         | 3 episodios                                  |
| 1989      | Christine Cromwell               | Arthur                        | Episodio: "Things That Go Bump in the Night" |
| 1990      | Life Goes On                     | Bill Henderson                | Episodio: "Thacher and Henderson"            |
| 1990      | Matlock                          | Judge Raymond Price           | Episodio: "Nowhere to Turn"                  |
| 1990      | Star Trek: The Next Generation   | Prime Minister Nayrok         | Episode: "The Hunted"                        |
| 1991      | The Young Riders                 | Jacob                         | Episodio: "Peacemakers"                      |
| 1991      | Jake and the Fatman              | Havilland                     | Episodio: "It Never Entered My Mind"         |
| 1993      | Star Trek: The Next Generation   | Jaglom Shrek                  | 2 episodios                                  |
| 1994      | Home Improvement                 | Fred                          | Episodio: "My Dinner with Wilson"            |
| 1995      | Picket Fences                    | El obispo                     | Episodio: "Saint Zach"                       |
| 1995      | Hawkeye                          | Unknown                       | Episodio: "The Visit"                        |
| 1995      | Star Trek: Deep Space Nine       | Hanok                         | Episodio: "Starship Down"                    |
| 1995–1996 | Partners                         | Mr. Saxonhouse                | 2 episodios                                  |
| 1996      | Strange Luck                     | Ministro                      | Episodio: "Healing Hands"                    |
| 1996      | The Client                       | Oficial Joe Denton            | Episodio: "The High Ground"                  |
| 2000      | Fail Safe                        | Gordon Knapp                  | Película para televisión                     |
| 2001      | ER                               | Obispo Stewart                | 4 episodios                                  |
| 2001      | Star Trek: Enterprise            | Dr. Zefram Cochrane           | 2 episodios                                  |
| 2001      | Citizen Baines                   | Senador Elliot Baines         | 7 episodios                                  |
| 2003      | Angels in America                | Henry                         | 2 episodios                                  |
| 2003–2005 | Six Feet Under                   | George Sibley                 | 27 episodios                                 |
| 2004      | The West Wing                    | Presidente D. Wire Newman     | Episodio: "The Stormy Present"               |
| 2007      | 24                               | Phillip Bauer (padre de Jack) | 8 episodios                                  |
| 2007      | Masters of Science Fiction       | Randolph Ludwin               | Episodio: "Watchbird"                        |
| 2008      | My Own Worst Enemy               | Alistar Trumble               | 6 episodios                                  |
| 2009      | Impact                           | Lloyd                         | 2 episodios                                  |
| 2009      | Starz Inside: Unforgettably Evil | Él mismo                      | Película para televisión                     |
| 2010      | Sotto il Cielo di Roma           | Papa Pío XII                  | 2 episodios                                  |
| 2012–2013 | Boardwalk Empire                 | Andrew W. Mellon              | 4 episodios                                  |
| 2012–2013 | American Horror Story: Asylum    | Dr. Arthur Arden              | 10 episodios                                 |
| 2013      | Do No Harm                       | Dr. Phillip Carmelo           | 3 episodios                                  |
| 2013–2014 | Betrayal                         | Thatcher Karsten              | 13 episodios                                 |
| 2014      | Murder in the First              | Warren Daniels                | 9 episodios                                  |
| 2015      | Halt and Catch Fire              | Jacob Wheeler                 | 2 episodios                                  |
| 2016      | The Young Pope                   | Cardenal Michael Spencer      | 10 episodios                                 |

## Premios y distinciones
Premios Óscar
| Año  | Categoría              | Película | Resultado |
| ---- | ---------------------- | -------- | --------- |
| 1996 | Mejor actor de reparto | Babe     | Nominado  |

Premios Primetime Emmy
| Año  | Categoría                                      | Película                      | Resultado |
| ---- | ---------------------------------------------- | ----------------------------- | --------- |
| 2000 | Mejor actor de reparto - Miniserie o telefilme | RKO 281                       | Nominado  |
| 2001 | Mejor actor invitado - Serie dramática         | ER                            | Nominado  |
| 2003 | Mejor actor invitado - Serie dramática         | Six Feet Under                | Nominado  |
| 2013 | Mejor actor de reparto - Miniserie o telefilme | American Horror Story: Asylum | Ganador   |

Premios del Sindicato de Actores
| Año  | Categoría                   | Película           | Resultado |
| ---- | --------------------------- | ------------------ | --------- |
| 1996 | Mejor reparto               | L. A. Confidential | Nominado  |
| 1999 | Mejor reparto               | The Green Mile     | Nominado  |
| 2003 | Mejor reparto de TV - Drama | Six Feet Under     | Nominado  |
| 2004 | Mejor reparto de TV - Drama | Six Feet Under     | Nominado  |
| 2011 | Mejor reparto               | The Artist         | Nominado  |